# Encoelia fimbriata
Encoelia fimbriata är en svampart som beskrevs av Spooner & Trigaux 1985. Encoelia fimbriata ingår i släktet Encoelia och familjen Sclerotiniaceae.   Inga underarter finns listade i Catalogue of Life.